# Vatavaaranjärvet
Vatavaaranjärvet är en sjö i Gällivare kommun i Lappland och ingår i Kalixälvens huvudavrinningsområde. Sjön har en area på 0,0782 kvadratkilometer och ligger 466,3 meter över havet. Vatavaaranjärvet ligger i Lina fjällurskog Natura 2000-område.

## Delavrinningsområde
Vatavaaranjärvet ingår i det delavrinningsområde (747598-171774) som SMHI kallar för Namn saknas. Medelhöjden är 511 meter över havet och ytan är 8,86 kvadratkilometer. Det finns ett avrinningsområde uppströms, och räknas det in blir den ackumulerade arean 24,1 kvadratkilometer. Kutsasjoki som avvattnar avrinningsområdet har biflödesordning 3, vilket innebär att vattnet flödar genom totalt 3 vattendrag innan det når havet efter 230 kilometer. Avrinningsområdet består mestadels av skog (86 procent). Avrinningsområdet har 0,15 kvadratkilometer vattenytor vilket ger det en sjöprocent på 1,7 procent.